# Mysteria
Mysteria war eine Zeitschrift, die 1978 gegründet wurde und sich bis 1990 mit Themen im Bereich der Grenzwissenschaften beschäftigte.

## Geschichte

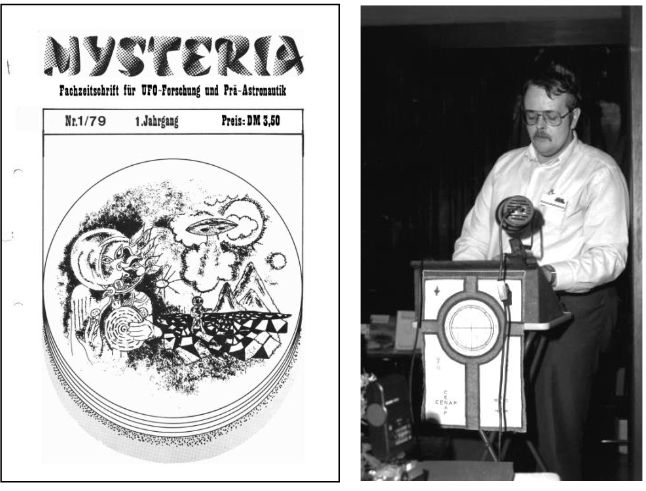
Erstausgabe Mysteria 1979 - Axel Ertelt Vortrag

Die Zeitschrift Mysteria wurde 1978 von Axel Ertelt aus Halver, Herbert Mohren aus Düsseldorf und Hans-Werner Sachmann aus Dortmund gegründet. In der Anfangszeit war die Chefredaktion in Halver ansässig und die Redaktion in Dortmund. Angeboten wurden die ersten Ausgaben als eine 22-seitige Zeitschrift im Heftformat DIN A5 und konnte nur über ein Jahres-Abonnement mit 12 Ausgaben erworben werden. Die Hauptthemen der monatlich erschienenen Zeitschrift waren Ufologie und Prä-Astronautik, weshalb auch der Untertitel Fachzeitschrift für UFO-Forschung und Prä-Astronautik genommen wurde. Weitere Themen der Zeitschrift waren Außerirdisches Leben, Kryptozoologie, Mythologie, Raumfahrt und Zeitreisen. Von 1978 bis 1980 stiegen die Zahl zahlungsbereiter Abonnenten und der Bekanntheitsgrad nur langsam. Werbemöglichkeiten gab es nur auf speziellen Veranstaltungen, die sich mit Ufologie oder Prä-Astronautik beschäftigten, und über Mundpropaganda. 1980 stieg Wilfried Stevens als ständiger Mitautor ein. Er war wie Axel Ertelt seit seiner Jugend Mitglied der Ancient Astronaut Society (AAS) und beide hatten sich 1979 beim Kongress der Ancient Astronaut Society in München kennengelernt.
Ab 1981 stieg dann die Themenvielfalt; es konnten mehr Autoren für Beiträge gewonnen werden, und auch die Seitenanzahl wurde nach und nach auf 32–36 Seiten je Ausgabe erhöht. Es gab nur noch eine Redaktion in Halver. In jeder Ausgabe gab es einen Anzeigenteil, Rezensionen von Büchern und Veranstaltungshinweise. Für die Deutsche Nationalbibliothek konnte im selben Jahr der Eintrag in deren Katalog gemacht werden. Sehr populär war die Idee, dass ab 1981 etwa alle zwei Jahre ein Mysteria-Treffen für ihre Abonnenten und für Interessierte angeboten wurde. Bei solch einem ganztägigen Treffen wurden Vorträge mit anschließender Diskussion angeboten. Es gab einen Büchertisch und es wurden kostenlose Ausgaben der Zeitschrift an interessierte Besucher abgegeben. Diese Veranstaltungen fanden immer in dem kleinen Ort Holzhausen-Externsteine statt.
1990 wurde die Zeitschrift eingestellt und 1991 die letzte Ausgabe versandt. Bis zu diesem Zeitpunkt gehörte Mysteria zu den bekanntesten Zeitschriften, die sich mit Ufologie und Prä-Astronautik beschäftigten. Ein wesentlicher Hauptgrund für die Einstellung war der Umstand, dass Ertelt am 11. Dezember 1987 und Stevens am 4. November 1988 Thailänderinnen geheiratet hatten. Schon 1990 entwickelten sie zusammen ein Konzept, eine neue Zeitschrift nur mit Thailand-Themen herauszubringen. 1992 wurde daraus das Siam-Journal.